# Андерс Адольф Ретціус
Андерс Адольф Ретціус (Anders-Adolph Retzius, 13 жовтня 1796, Лунд — 18 квітня 1860, Стокгольм) — шведський анатом і натураліст, професор анатомії і керівник Каролінського інституту в Стокгольмі. Син шведського натураліста Андерса Яхана Ретціуса, батько Густава Ретціуса. Був одружений двічі.

## Біографія
1812 року він вступив до Лундського університету, де вивчав медицину, поєднуючи це із навчанням в Копенгагені. А вже 1818 року Ретціус отримав ліцензію доктора медицини. 1824 року, завдяки своїй дружбі з Єнсом Якобом Берцеліусом, він був призначений тимчасовим професором анатомії Каролінського інституту, якому згодом присвятив частину життя. 1830 року Ретціуса було призначено тимчасовим керівником інституту, а в 1840 він отримав вже постійну посаду професора і керівника .
Протягом наступних десятиліть Ретціус зробив багато анатомічних відкриттів. Одним із них було дослідження тонких частин зубів, черепа, м'язів і нервової системи.
Він також був антропологом, який займався дослідженням людського черепа. На основі своїх спостережень він запровадив доліхо- і брахікефальну класифікацію. Йому приписують визначення черепного індексу, який являє собою відношення ширини до довжини голови.
Ретціус був полігеністом. Він вивчав черепи різних рас, оскільки вважав, що вони були настільки відмінні один від одного, що, імовірно, кожен мав власне походження. Вчений також працював над роботами про шкідливий вплив алкоголю на організм людини в рамках боротьби проти пияцтва, яка на той час мала значний вплив на шведське суспільство.
1826 року його було обрано членом Шведської королівської академії наук.
Шведське товариство антропології та географії нагородило Андерса Ретціуса золотою медаллю, як провідного світового вченого у сфері Економічної та соціальної географії. 2015 року товариство вирішило, що присуджувати медаль імені Ретціуса недоцільно, зважаючи на його внесок у френологію.
Поховано Андерса Ретціуса на Північному цвинтарі у Стокгольмі.

## Галерея

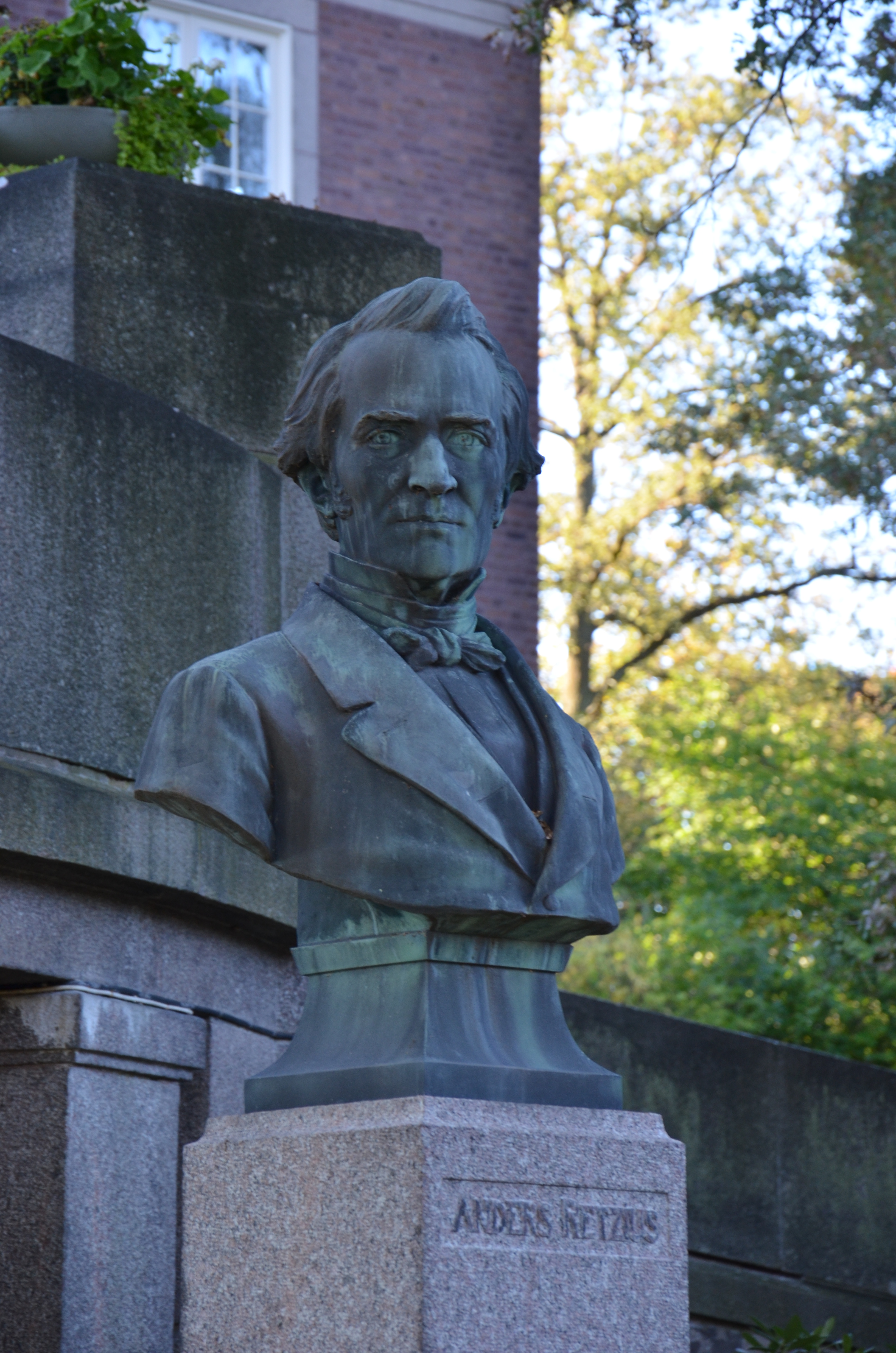
Бюст на території Шведської королівської академії наук
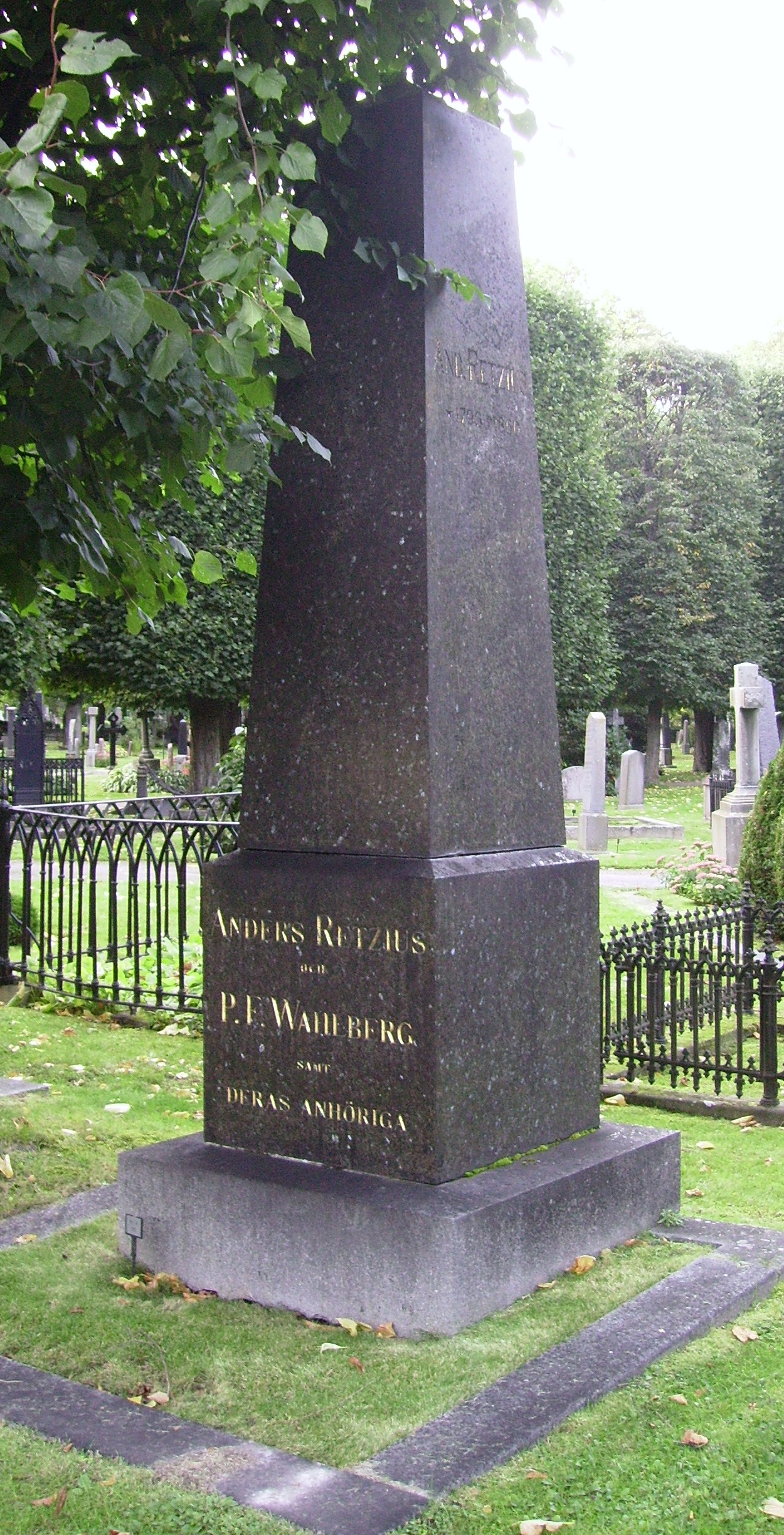
Могила Андреса Ретціуса на Північному цвинтарі в Стокгольмі